# Harald Czudaj
Harald Czudaj (Wermsdorf, 14 februari 1963) is een voormalig Oost-Duits/Duits bobsleepiloot. Czudaj nam driemaal deel aan de Olympische Winterspelen en behaalde in 1994 de gouden medaille. Op de wereldkampioenschappen veroverde Czudaj drie medailles allemaal in de viermansbob in het seizoen 1997/1998 veroverde Czudaj de wereldbeker in de viermansbob.

## Resultaten
- Wereldkampioenschappen bobsleeën 1990 in Sankt Moritz  in de viermansbob
- Wereldkampioenschappen bobsleeën 1991 in Altenberg  in de viermansbob
- Olympische Winterspelen 1992 in Albertville 6e in de viermansbob
- Olympische Winterspelen 1994 in Lillehammer  in de viermansbob
- Wereldkampioenschappen bobsleeën 1995 in Winterberg  in de viermansbob
- Olympische Winterspelen 1998 in Nagano 8e in de viermansbob

1924: Scherrer / Neveu / A.Schläppi / H.Schläppi ·
1928: Fiske / Tucker / Mason / Gray / Parke ·
1932: Fiske / Eagan / Gray / O'Brien ·
1936: Musy / Gartmann / Bouvier / Beerli ·
1948: Tyler / Martin / Rimkus / D'Amico ·
1952: Ostler / Kuhn / Nieberl / Kemser ·
1956: Kapus / Diener / Alt / Angst ·
1964: V.Emery / Kirby / Anakin / J.Emery ·
1968: Monti / De Paolis / Zandonella / Armano ·
1972: Wicki / Leutenegger / Camichel / Hubacher ·
1976: Nehmer / Babock / Germeshausen / Lehmann ·
1980: Nehmer / Musiol / Germeshausen / Gerhardt ·
1984: Hoppe / Wetzig / Schauerhammer / Kirchner ·
1988: Fasser / Meier / Fässler / Stocker ·
1992: Appelt / Schroll / Winkler / Haidacher ·
1994: Czudaj / Brannasch / Hampel / Szelig ·
1998: Langen / Zimmermann / Jakobs / Hampel ·
2002: Lange / Kühn / Kuske / Embach ·
2006: Lange / Hoppe / Kuske / Putze ·
2010: Holcomb / Mesler / Tomasevicz / Olsen ·
2014: Melbārdis / Dreiškens / Vilkaste / Strenga  ·
2018: Friedrich / Bauer / Grothkopp / Margis   ·
2022: Friedrich / Margis / Bauer / Schüller